# Mexitrichia aequalis
Mexitrichia aequalis är en nattsländeart som beskrevs av Oliver S. Flint Jr. 1963. Mexitrichia aequalis ingår i släktet Mexitrichia och familjen stenhusnattsländor. Inga underarter finns listade i Catalogue of Life.